# Dura
Dura (arab. دوره) – miasto w Autonomii Palestyńskiej (Zachodni Brzeg). Według danych szacunkowych na rok 2008 liczy 27 972 mieszkańców.